# Bolbocerosoma quadricornum
Bolbocerosoma quadricornum es una especie de coleóptero de la familia Geotrupidae.

## Distribución geográfica
Habita en Estados Unidos.